# Doryfera
Doryfera és un gènere d'ocells de la subfamília dels politmins (Polytminae) dins la família del troquílids (Trochilidae). Aquests colibrís habiten la selva humida d'Amèrica Central i el nord d'Amèrica del Sud.

## Llista d'espècies
Se n'han descrit dues espècies dins aquest gènere:
- colibrí llancer frontblau (Doryfera johannae).
- colibrí llancer frontverd (Doryfera ludovicae).